# Passy (Seine)

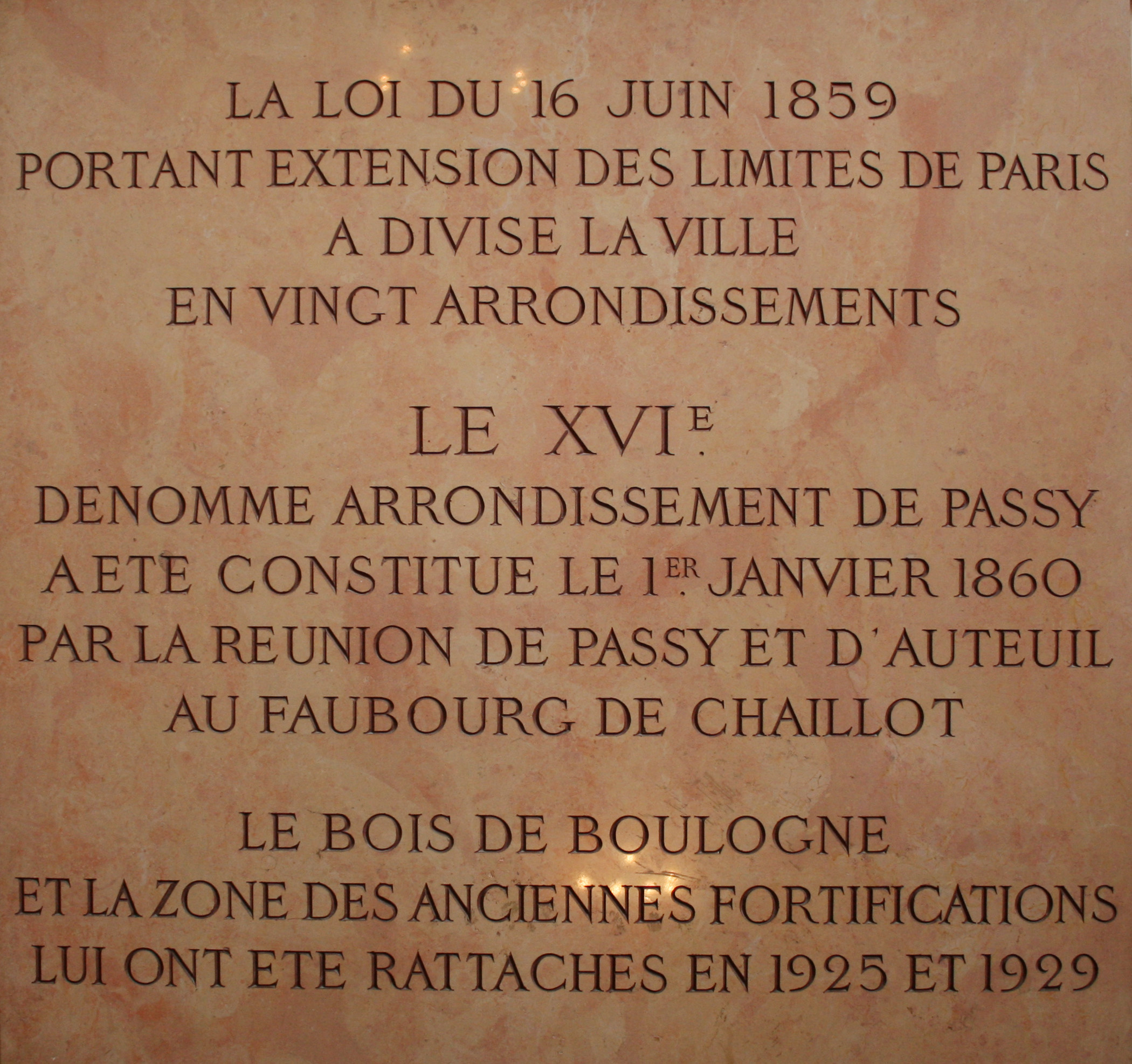
Pamětní deska ke zřízení 16. obvodu z obcí Passy, Auteuil a předměstí Chaillot

Passy je název bývalé obce v departementu Seine, která byla v roce 1860 připojena k Paříži. Její jméno dalo název zřízenému 16. obvodu hlavního města Francie, jehož základem se stala i sousední obec Auteuil.

## Historie
První písemná zmínka o vsi nazývané Passicium nebo Paciacum se nachází v listině z roku 1250. První známou majitelkou panství Passy byla v roce 1416 Jeanne de Paillard.
Ve 14. století francouzský král Karel V. potvrdil obyvatelům právo obehnat svá pole zdmi. O století později se Passy stalo panstvím.
Ve vesnici Passy se nacházel zámek Boulainvilliers. Jeho panství se rozkládalo od dnešního Maison de la Radio až k Avenue Mozart.
Na volných pláních u obce se nacházely větrné mlýny, které zde fungovaly až do 19. století.
Majitel vsi a královský rada Claude Chahu nachal v roce 1666 zřídit kapli Notre-Dame-de-Grâce, která se v roce 1672 stala samostatným farním kostelem. Posledním majitelem vsi byl markýz de Boulainvilliers.

### Zánik obce
Samostatná ves zanikla k 1. lednu 1860, kdy byla připojena k Paříži a stala se součástí 16. obvodu hlavního města.

## Osobnosti
V tehdy samostatné obci u Paříže měl svůj dům italský hudební skladatel Gioacchino Rossini, který zde také v roce 1868 zemřel.